# Amphoe Si Songkhram

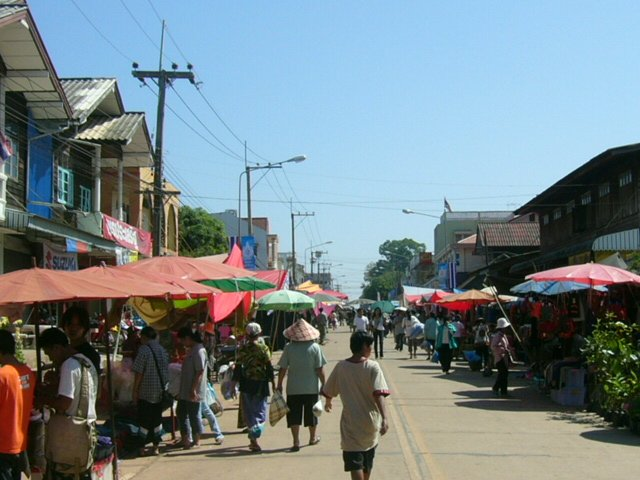
Markt auf der Hauptstraße von Si Songkhram

Amphoe Si Songkhram (thailändisch อำเภอ ศรีสงคราม) ist ein Landkreis (Amphoe – Verwaltungs-Distrikt) in der Provinz Nakhon Phanom. Die Provinz Nakhon Phanom liegt in der Nordostregion Thailands, dem so genannten Isan. 

## Geographie
Der Landkreis Si Songkhram liegt im Norden der Provinz, etwa 70 Kilometer nordwestlich der Provinzhauptstadt.
Benachbarte Bezirke (von Norden im Uhrzeigersinn): die Amphoe Na Thom, Ban Phaeng, Tha Uthen, Phon Sawan und Na Wa in der Provinz Nakhon Phanom sowie Amphoe Akat Amnuai der Provinz Sakon Nakhon.
Der Name des Landkreises stammt von seinem größten Fluss, dem Maenam Songkhram (Songkhram-Fluss).

## Geschichte
Das Gebiet des heutigen Landkreises Si Songkhram war ursprünglich ein Teil des Amphoe Tha Uthen. Am 1. April 1926 wurde es jedoch abgetrennt, und als „Zweigkreis“ (King Amphoe) Akat Amnui (อากาศอำนวย) eingerichtet. Er bestand zunächst aus den sieben Tambon Na Wa, Ban Kha, Ban Siao, Sam Phong, Ban Waeng, Na Thom und Ban Phaeng. 
Im Jahr 1939 wurde der Bezirk in Si Songkhram umbenannt, und am 10. März 1953 zum Amphoe heraufgestuft.

## Feste

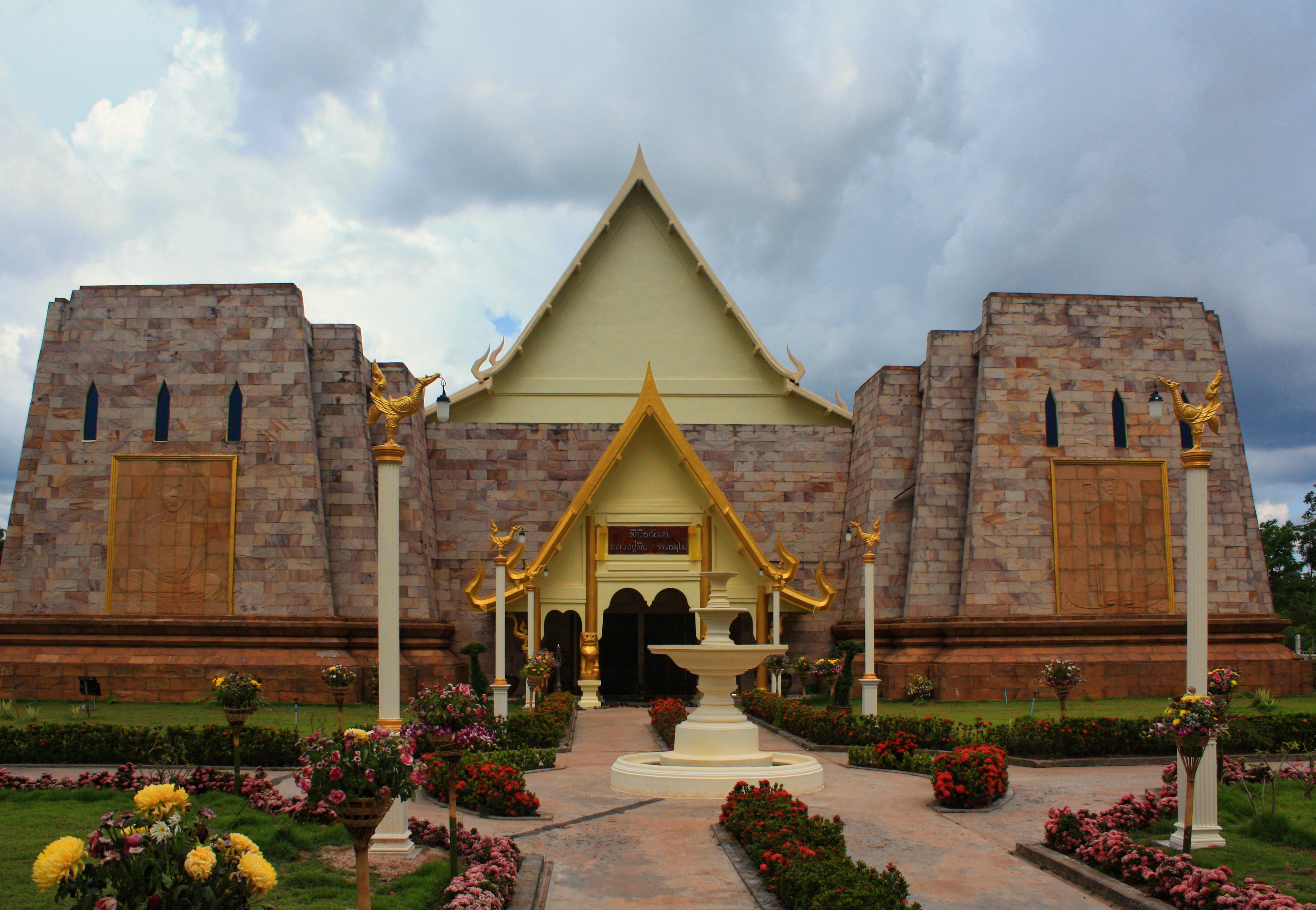
Wat Aranyawiwek, Blick auf das Museum

So Thang Bang Tradition (ประเพณีโส้ทั้งบั้ง) – Männer und Frauen der ethnischen Gruppe der So führen diesen Tanz bei Kremationen auf, um die Seele der Verstorbenen zum Himmel zu geleiten. Die So sprechen ihre eigene Sprache, die sich ähnlich der Sprache der Mon und der Khmer anhört. Sie siedeln im Amphoe Tha Uthen, Amphoe Na Kae und Amphoe Si Songkhram.

## Sehenswürdigkeiten
- Wat Aranyawiwek (วัดอรัญญวิเวก, auch Wat Luang Phu Tue วัดหลวงปู่ตื้อ) − buddhistischer Tempel (Wat) der thailändischen Waldtradition im Tambon Ban Kha.[4] Der Tempel liegt inmitten eines weitläufigen Waldgebietes. Wat Aranyawiwake war die Residenz des bekannten Meditations-Lehrers Luang Phu Tue, der Meditationstechniken nach Phra Ajahn Mun Bhuridatta lehrte. Ihm zu Ehren wurde nach seinem Tod im Tempel ein kleines Museum eingerichtet, in dem seine Habseligkeiten ausgestellt sind.

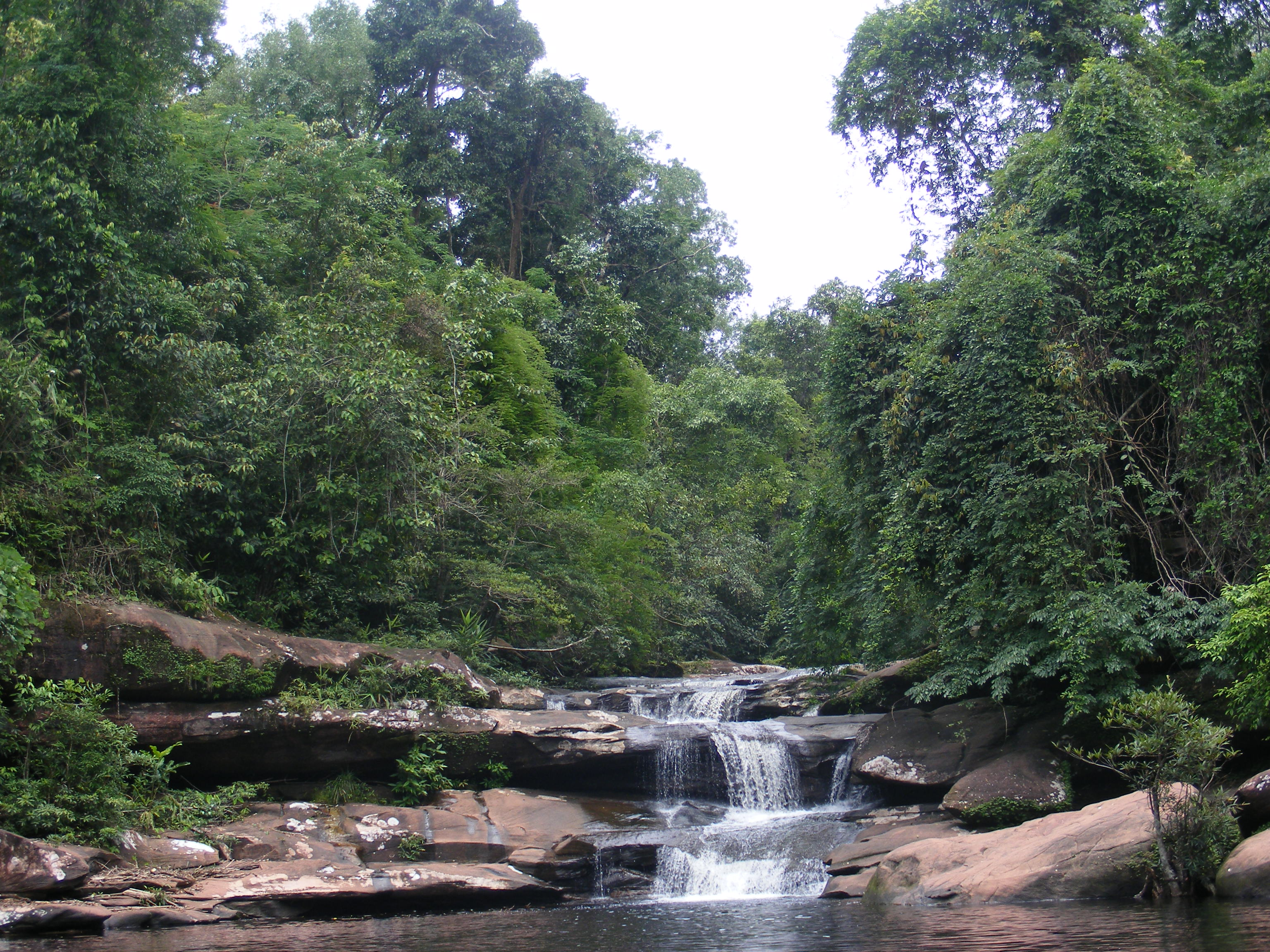
Wasserfall in Amphoe Si Songkhram

## Verwaltung

### Provinzverwaltung
Der Landkreis Si Songkhram ist in neun Tambon („Unterbezirke“ oder „Gemeinden“) eingeteilt, die sich weiter in 106 Muban („Dörfer“) unterteilen.
| Nr. | Name             | Thai       | Muban | Einw.  |
| --- | ---------------- | ---------- | ----- | ------ |
| 01. | Si Songkhram     | ศรีสงคราม   | 10    | 09.333 |
| 02. | Na Duea          | นาเดื่อ      | 02    | 07.216 |
| 03. | Ban Ueang        | บ้านเอื้อง    | 16    | 11.070 |
| 04. | Sam Phong        | สามผง      | 16    | 08.497 |
| 05. | Tha Bo Songkhram | ท่าบ่อสงคราม | 07    | 04.976 |
| 06. | Ban Kha          | บ้านข่า      | -     | 07.045 |
| 07. | Na Kham          | นาคำ       | 16    | 09.901 |
| 08. | Phon Sawang      | โพนสว่าง    | -     | 05.908 |
| 09. | Hat Phaeng       | หาดแพง     | 09    | 05.070 |

Hinweis: Die Daten der Muban liegen zum Teil noch nicht vor.

### Lokalverwaltung
Es gibt fünf Kommunen mit „Kleinstadt“-Status (Thesaban Tambon) im Landkreis:
- Sam Phong (Thai: เทศบาลตำบลสามผง) besteht aus dem gesamten Tambon Sam Phong.
- Ban Kha (Thai: เทศบาลตำบลบ้านข่า) besteht aus dem gesamten Tambon Ban Kha.
- Na Kham (Thai: เทศบาลตำบลนาคำ) besteht aus dem gesamten Tambon Na Kham.
- Hat Phaeng (Thai: เทศบาลตำบลหาดแพง) besteht aus dem gesamten Tambon Hat Phaeng.
- Si Songkhram (Thai: เทศบาลตำบลศรีสงคราม) besteht aus Teilen des Tambon Si Songkhram.

Außerdem gibt es fünf „Tambon-Verwaltungsorganisationen“ (องค์การบริหารส่วนตำบล – Tambon Administrative Organizations, TAO):
- Si Songkhram (Thai: องค์การบริหารส่วนตำบลศรีสงคราม)
- Na Duea (Thai: องค์การบริหารส่วนตำบลนาเดื่อ)
- Ban Ueang (Thai: องค์การบริหารส่วนตำบลบ้านเอื้อง)
- Tha Bo Songkhram (Thai: องค์การบริหารส่วนตำบลท่าบ่อสงคราม)
- Phon Sawang (Thai: องค์การบริหารส่วนตำบลโพนสว่าง)